# 135 Tauri
135 Tauri är en gul jätte i Oxens stjärnbild.
135 Tau har visuell magnitud +5,52 och befinner sig på ett avstånd av ungefär 315 ljusår.